# Makunaima
Makunaima es un género de peces de agua dulce de la familia de los carácidos, en el orden Characiformes. Sus 3 especies habitan en aguas templado-cálidas y cálidas de Sudamérica y son denominadas comúnmente tetras, mojarras, lambaríes, etc.

## Taxonomía
Descripción original
Este género fue descrito originalmente en el año 2020 por los ictiólogos Guillermo Enrique Terán, Mauricio Fabián Benítez y Juan Marcos Mirande.
La especie tipo es Makunaima guaporensis, la cual fue descrita originalmente en el año 1911 por el ictiólogo estadounidense —nacido en Alemania— Carl Henry Eigenmann, empleando el nombre científico de Astyanax guaporensis.
Etimología
Etimológicamente, el término Makunaima alude a “Makunaima” (también transcripto como “Macunaima” o “Makonaima”), el nombre de un dios creador para varias etnias de la Amazonia.

## Historia taxonómica y relaciones filogenéticas
Makunaima pertenece a la tribu Probolodini de la subfamilia Stethaprioninae. En el año 2020 se publicó una contribución de los ictiólogos Guillermo E. Terán, Mauricio F. Benítez y Juan M. Mirande, en donde dan a conocer los resultados de una investigación en la que estudiaron las relaciones filogenéticas del género Astyanax en el contexto de la familia Characidae, combinando datos morfológicos y moleculares, analizando 520 caracteres morfológicos, 9 marcadores moleculares y 608 taxones, de los cuales 98 se consideraban hasta ese momento como integrantes del género Astyanax. El resultado arrojó que Astyanax no es monofilético, en tanto que, entre otras conclusiones, un clado se recuperó como monofilético, siendo además respaldado por 4 sinapomorfías morfológicas; como no había ningún nombre disponible para denominarlo, fue erigido: Makunaima.

## Subdivisión
Este género está integrado por 3 especies, las que antes se incluían en el género Astyanax:
- Makunaima guaporensis (Eigenmann, 1911)[2]
- Makunaima guianensis (Eigenmann, 1909)[3]
- Makunaima multidens (Eigenmann, 1908)[4]